# 石井代蔵
石井 代蔵（いしい だいぞう、1936年3月29日 - 2012年12月17日）は、日本の小説家、相撲作家。

## 人物
和歌山県生まれ。本名・三郎。1959年早稲田大学文学部卒。産経新聞社入社。「週刊サンケイ」記者として活躍。1969年「押しの一手」で作家デビューし、相撲実録小説を中心に執筆した。2012年急性心筋梗塞のため死去。76歳。

## 著書
- 『相撲畸人列伝』講談社 1974
- 『続相撲畸人列伝』講談社 1975
- 『桂馬のふんどし 小説朝日山四郎右衛門』講談社 1976
- 『貴ノ花物語』講談社 1976
- 『相撲風雲児伝』講談社 1978 「相撲風雲児列伝」文庫
- 『土俵の修羅』時事通信社 1978 のち新潮文庫
- 『大関にかなう』九芸出版 1978 のち文春文庫
- 『巨人の肖像 双葉山と力道山』講談社 1980 「巨人の素顔」文庫
- 『天下盗り狼（ウルフ）千代の富士貢-九重三代風雲録』講談社 1981 のち徳間文庫
- 『真説大相撲見聞録』時事通信社 1981 のち新潮文庫
- 『数奇な運命の星の下に 大鵬幸喜半生記』ベースボール・マガジン社 1988
- 『相撲豪傑伝 第1巻』ベースボール・マガジン社 1989
- 『千代の富士一代』文春文庫 1991
- 『大相撲豪傑・名力士伝説 双葉山から千代の富士まで』時事通信社 1992
- 『大相撲親方列伝』文春文庫 1993